# Steffen Siebert
Steffen Siebert (* 17. Januar 1974 in Annaberg-Buchholz) ist ein ehemaliger deutscher Skispringer.

## Werdegang
1991 wurde Siebert in den deutschen Kader für den neu geschaffenen Continental Cup (COC) aufgenommen. In seiner ersten Saison erreichte er mit 31 Punkten Platz 24 in der Gesamtwertung. Zudem sprang er am 29. Dezember 1991 erstmals im Skisprung-Weltcup. In Oberstdorf erreichte er dabei den 49. Platz. Nach der Saison legte er für ein Jahr eine internationale Wettkampf-Pause ein und sprang erneut zur Saison 1993/94. In Oberstdorf erreichte er dabei am 30. Dezember 1993 mit Platz 13 seine ersten Weltcup-Punkte. Es blieb die höchste Einzelplatzierung, die er im Weltcup erreichen konnte. Auch im Continental Cup blieb er in der Saison weitestgehend erfolglos und stand am Ende mit nur 27 erreichten Punkten nur auf dem 127. Platz in der Gesamtwertung.
Zur Saison 1994/95 sprang er nur ein Springen im Weltcup. In Engelberg erreichte er mit Platz 19 noch einmal Weltcup-Punkte. Es war jedoch sein letzter Weltcup. Im Continental Cup erreichte er am Ende der Saison 1994/95 mit 287 Punkten den 26. Platz in der COC-Gesamtwertung. Beim Weihnachtsskispringen von St. Moritz gewann er 1994 vor Sylvain Freiholz und Dieter Thoma. 1995 beendete er im Anschluss an die Saison seine aktive Skisprungkarriere.